# Triphleba lyria
Triphleba lyria är en tvåvingeart som beskrevs av Schmitz 1935. Triphleba lyria ingår i släktet Triphleba och familjen puckelflugor. Inga underarter finns listade i Catalogue of Life.